# スティーブ・ユルチク
スティーブ・ユルチク（Steve G. Jurczyk、1962年2月20日 - 2023年11月23日）は、アメリカ合衆国の技術者で、NASA長官代理を務めた。それ以前はラングレー研究所で働いていた。

## 教育とキャリア
ユルチクはバージニア大学を卒業し、1984年、1986年に電気工学の学士号と修士号を取得した。アメリカ航空宇宙学会のアソシエートフェローである。
ユルチクは、1988年にNASAラングレー研究所の電子システム部門で、いくつかの地球リモートセンシングシステム開発のための設計、統合、試験を担う技術者として働き始めた。2002年から2004年には、研究所で工学ディレクター、2004年から2006年には研究技術ディレクターを務め、全てのNASAのミッションに貢献する幅広い分野の研究、技術、工学に対するNASAの取組を指揮した。2006年8月からは、ラングレー研究所の副所長を務めた。2014年5月には、ラングレー研究所所長に指名された。ここで、彼はNASAにおける航空工学の研究、探索、科学ミッションの中心的役割を担う組織を指揮した。
その後、ユルチクは2015年6月から宇宙技術ミッション理事会の副局長となった。この立場で、彼は、特に産業界や学界と協力して人間やロボットによる太陽系の探査に必要な革新的な技術の開発と実証等、NASAの宇宙技術プログラムを策定し、実行した。2018年5月には、NASA所属の公務員としては最高位であるNASA副長官に就任した。
2021年1月20日にジェームズ・ブライデンスタインが辞職すると、NASA長官代理に就任した。
同年5月14日にNASAを退職し、その後任は、宇宙飛行士でケネディ宇宙センター長のロバート・カバナが務めた。
2021年8月25日、ハッキングフォーラムに、ユナイテッド・ローンチ・アライアンス副社長のロビー・サバティエが送ったNASA長官に批判的な内容の電子メールが掲載されたと報じられた。このメールが送られた時点ではユルチクが長官代理を務めていた。サバティエは「NASA本部のリーダーシップは、現在は無能で予測不能だ」と述べたとされるが、アライアンスはこのメールの真正性についてコメントしていないが、「このサイバー犯罪の容疑を真剣に受け止めている」と述べた。

## 受賞等
NASA在任中に、2度のNASA Outstanding Leadership Medal、2006年にPresidential Rank Award for Meritorious Executive、また2016年に連邦政府のリーダーシップに対する最高の名誉であるPresidential Rank Award for Distinguished Executiveを含む様々な賞を受賞した。

## 関連文献
- Susslin, Chet (2015年5月22日). “Meet Steve Jurczyk, The Man Enabling Space Missions of The Future”. National Journal 2019年11月22日閲覧。
- Dietrich, Tamara (2018年5月22日). “Former NASA Langley director Jurczyk tapped as top NASA civil servant”. Daily Press 2019年11月22日閲覧。
- Amanda, Miller (2019年1月). “NASA's top civil servant”. Aerospace America 2019年11月22日閲覧。

| 官職                                | 官職               | 官職                |
| ----------------------------------- | ------------------ | ------------------- |
| 先代 ジェームズ・ブライデンスタイン | NASA長官 代理 2021 | 次代 ビル・ネルソン |